# Задушница (филм)
„Задушница“ е български игрален филм от 1985 година на режисьора Лидия Златева. Създаден е по на разказ на Елин Пелин.

## Актьорски състав
- Светослав Пеев
- Ангелина Сарова
- Владимир Давчев - Станчо